# Funicular de Viseu

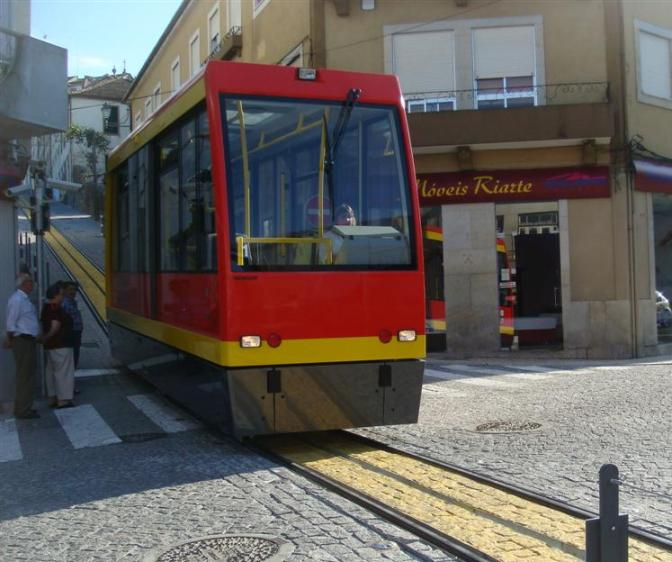
Funicular em funcionamento.

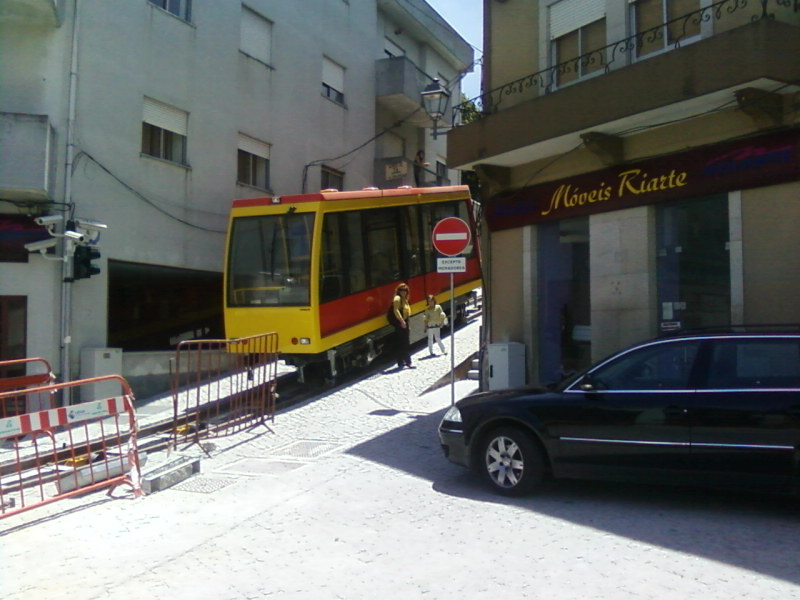
Fase final da construção.

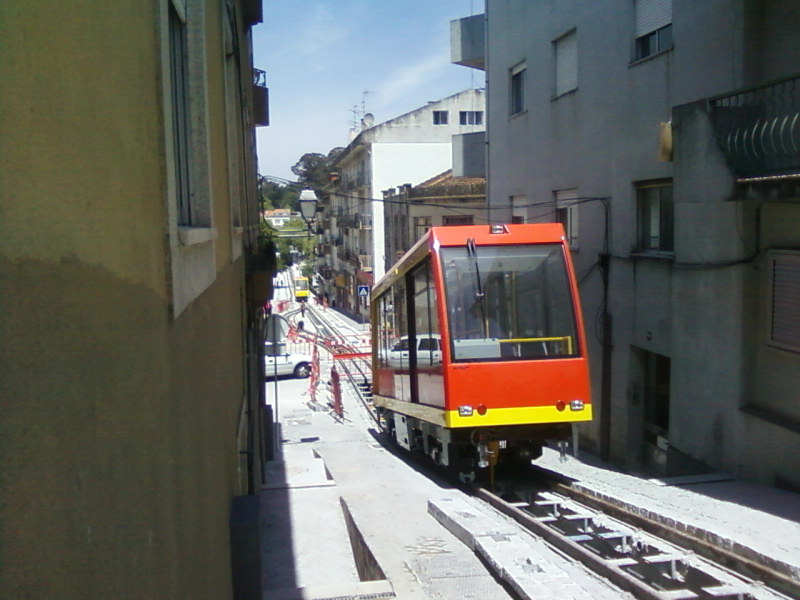
Fase final da construção

O funicular de Viseu foi um meio de transporte por cabo e carris, de tracção eléctrica, situado no centro da cidade de Viseu, em Portugal. A funcionar de 25 de Setembro de 2009, ligava o  recinto da Feira de S. Mateus à Sé numa distância de 400 m, vencendo um declive máximo de 16% (64 m de desnível). Este funicular tinha a particularidade de utilizar uma via partilhada com viaturas e peões na Rua da Ponte de Pau, Rua Serpa Pinto, Calçada de Viriato e na Rua Silva Gaio.

## Características técnicas
A linha duplicava-se para cruzamento das duas carruagens na Rua da Ponte do Pau, entre os cruzamentos com a Rua Serpa Pinto e Rua D. José da Cruz Moreira Pinto, onde existiam semáforos para interromper o trânsito automóvel.
Cada uma das duas carruagens tinha capacidade para 50 passageiros.

## História
A inauguração esteve prevista para Março de 2009, depois para para Agosto, e finalmente para 9 de Setembro de 2009. Entrou finalmente em funcionamento a 25 de Setembro de 2009.
Concorreram à segunda fase de construção, em Maio de 2007, as empresas Etermar Garaventa, Sociedade Construtora do Tâmega, e Construtora Abrantina e Efacec, tendo a obra sido adjudicada a este último consórcio. Ainda em finais de 2008 estavam já completos os interfaces do novo meio de transporte com os autocarros urbanos. A construção é a última obra da sociedade ViseuPolis, orçada em 5,19 M€.[carece de fontes?]
Durante os 8 primeiros anos de funcionamento apresentou um prejuízo de 2 milhões de euros.[carece de fontes?]

### Encerramento
Em abril de 2018 foi anunciado que o funicular ia ser substituído, nos primeiros meses de 2019, por dois autocarros eléctricos autónomos (sem condutor). Com capacidade para 24 passageiros, cada autocarro autónomo conta com um sistema de condução totalmente controlado por um computador. Esta solução custa menos 80 mil euros por ano em relação ao funicular, com custos anuais de mais de  300 mil euros. À suspensão do serviço do funicular e desmontagem parcial da via, não se seguiu porém qualquer substituição do serviço de transporte público neste percurso.[carece de fontes?]